# Битва при Дамме
Битва при Дамме (англ. Battle of Damme, фр. Bataille navale de Damme) — морское сражение, состоявшееся 30 и 31 мая 1213 года во время англо-французской войны близ порта Дамме в графстве Фландрии (современная территория Бельгии), в котором флот из 500 английских кораблей под командованием графа Солсбери атаковал и рассеял большой французский флот, который должен был поддержать планируемое королём Франции Филиппом II Августом вторжение во Фландрию. В то время как французский экипаж грабил местное население, из 1700 французских кораблей англичане захватили 300, стоявших на якоре и пустили в свободное плавание и ограбили и сожгли около 100. Основная армия под командованием Филиппа II находилась неподалёку и осаждала Гент, затем быстро двинулась на Дамме и сожгли оставшиеся корабли для предотвращения их захвата противником. Сражение окончилось победой англичан, в результате чего Филиппу II пришлось отказаться от своего намерения вторгнуться во Фландрию.

## Битва

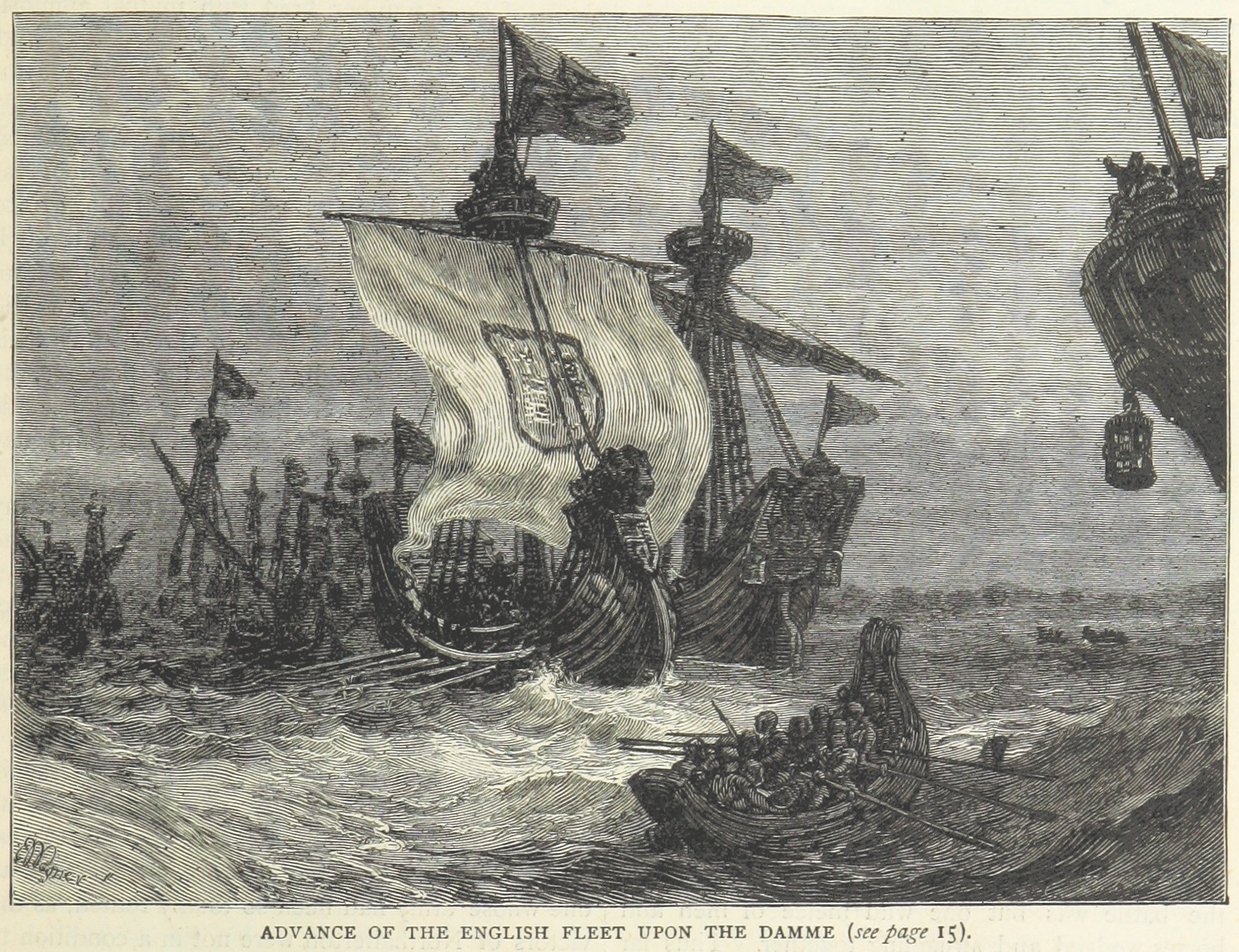
Наступление английского флота на Дамме, иллюстрация 1873 года

## После битвы
Английский флот вернулся в Англию с захваченными кораблями, большой добычей и трофеями, на что биограф Уильяма Маршала однажды сказал, что «со времён короля Артура в Англию никогда не было привезено столько сокровищ». На следующий день после сражения Фердинанд понял что сделал правильный выбор союзника и  ратифицировал свой союз с Иоанном. Поражение при Дамме разбило все надежды французов на вторжение в Англию в том году и сильно истощило их ресурсы, но незначительно повлияло на их армию или операции. Тем не менее, Иоанн начал готовиться к вторжению во Францию и отвоеванию утерянных провинций. Поначалу английские бароны не были в восторге от экспедиции, которая задержала его отъезд, поэтому только в феврале 1214 года он высадился во Франции. Иоанн должен был идти в наступление из Луары, в то время как его союзник Оттон IV предпринял атаку из Фландрии вместе с Фердинандом. Иоанн вернул себе графство Анжу, но был вынужден вернуться после того, как 2 июля проиграл осаду Ла-Рош-о-Муана Людовику VIII. Вскоре после этого Филипп решительно разбил армию Отто и Фердинанда, собравшуюся в Нидерландах, в битве при Бувине. Это положило конец надеждам Иоанна на возвращение своих континентальных земель.  